# 혼고촌 (기후현 이비군)
혼고촌(일본어: 本郷村)은 일본 기후현 이비군에 있던 촌이다. 현재의 이케다정에 해당한다.

## 역사
- 1897년 4월 1일 - 7개 촌이 합병해 이비군 혼고촌이 성립하였다.
- 1950년 8월 1일 - 이케다촌과 합병해, 온치촌이 성립하여, 동일 혼고촌은 폐지되었다.

## 교통

### 철도
- 긴키 닛폰 철도
  - 요로선